# Équipe d'Égypte de football à la Coupe d'Afrique des nations 2021
L’équipe d'Égypte de football participe à la Coupe d'Afrique des nations 2021 organisée au Cameroun du 9 janvier au 6 février 2022. Il s'agit de la 25e participation des Pharaons, emmenés par Carlos Queiroz. Ils s'inclinent en finale face au Sénégal, aux tirs au but.

## Qualifications
L'Égypte est placée dans le groupe G des qualifications qui se déroulent de novembre 2019 à mars 2021. Ces éliminatoires sont perturbés par l'épidémie de covid-19. Les Pharaons se qualifient en prenant la première place du groupe.
| Rang | Équipe  | Pts | J | G | N | P | Bp | Bc | Diff |  | Résultats (▼ dom., ► ext.) |     |     |     |     |
| ---- | ------- | --- | - | - | - | - | -- | -- | ---- |  | -------------------------- | --- | --- | --- | --- |
| 1    | Égypte  | 12  | 6 | 3 | 3 | 0 | 10 | 3  | +7   |  | Égypte                     |     | 4-0 | 1-1 | 1-0 |
| 2    | Comores | 9   | 6 | 2 | 3 | 1 | 4  | 6  | -2   |  | Comores                    | 0-0 |     | 2-1 | 0-0 |
| 3    | Kenya   | 7   | 6 | 1 | 4 | 1 | 7  | 7  | 0    |  | Kenya                      | 1-1 | 1-1 |     | 1-1 |
| 4    | Togo    | 2   | 6 | 0 | 2 | 4 | 3  | 8  | -5   |  | Togo                       | 1-3 | 0-1 | 1-2 |     |

| 1re journée                  | Égypte      | 1 - 1 | Kenya      |                                                        |                                                        |
| 14 novembre 2019 18h00 UTC+2 | Kahraba 42e | (1-0) | 67e Olunga | Stade Borg Al Arab, Alexandrie Arbitrage : Sidi Alioum | Stade Borg Al Arab, Alexandrie Arbitrage : Sidi Alioum |

| 2e journée                   | Comores | 0 - 0 | Égypte |                                                                  |                                                                  |
| 18 novembre 2019 16h00 UTC+3 |         | (0-0) |        | Stade Omnisports de Malouzini, Moroni Arbitrage : Bienvenu Sinko | Stade Omnisports de Malouzini, Moroni Arbitrage : Bienvenu Sinko |

| 3e journée       | Égypte    | 1 - 0   | Togo |  |  |
| 14 novembre 2020 | Hamdy 53e | (0 - 0) |      |  |  |

| 4e journée       | Togo       | 1 - 3   | Égypte                                 |  |  |
| 17 novembre 2020 | Doké 90+3e | (0 - 2) | 18e Afhsa · 32e Sherif · 52e Trézéguet |  |  |

| 5e journée   | Kenya        | 1 - 1 | Égypte   |  |  |
| 25 mars 2021 | Abdallah 65e |       | 2e Magdy |  |  |
| 25 mars 2021 | Omurwa 75e   |       |          |  |  |

| 6e journée   | Égypte                              | 4 - 0   | Comores |                                                                  |                                                                  |
| 29 mars 2021 | Elneny 15e Sherif 17e Salah 21e 25e | (4 - 0) |         | Stade international du Caire, Le Caire Arbitrage : Boubou Traoré | Stade international du Caire, Le Caire Arbitrage : Boubou Traoré |

### Statistiques

#### Buteurs
| Buts | Joueurs                                                                         |
| ---- | ------------------------------------------------------------------------------- |
| 2    | Mohamed Sherif, Mohamed Salah                                                   |
| 1    | Mahmoud Hamdy, Mahmoud Kahraba, Trézéguet, Afhsa, Mohamed Magdy, Mohamed Elneny |

## Préparation
En septembre 2021, le sélectionneur Hossam Al Badry est limogé en raison de la faible qualité de jeu de son équipe, en dépit de bons résultats sportifs. Il est remplacé par le portugais Carlos Queiroz.
La sélection égyptienne devait disputer un match de préparation face à la RD Congo 48 heures avant l'ouverture de la CAN. Il est finalement annulé afin d'éviter des contaminations au covid-19.

## Compétition

### Tirage au sort
Le tirage au sort de la CAN 2021 est effectué le 17 août 2021 à Yaoundé. L'Égypte, 45e nation au classement FIFA, est placée dans le chapeau 2. Le tirage place les Pharaons dans le groupe D, avec le Nigeria (chapeau 1, 36e au classement FIFA), la Guinée-Bissau (chapeau 3, 106e) et le Soudan (chapeau 4, 125e).

### Effectif
Le 22 décembre, Carlos Queiroz dévoile une présélection de 40 joueurs qu'il réduit à 28 une semaine plus tard. 

### Premier tour
| Rang | Équipe        | Pts | J | G | N | P | Bp | Bc | Diff |  | Résultats (▼ dom., ► ext.) |  |     |     |     |
| ---- | ------------- | --- | - | - | - | - | -- | -- | ---- |  | -------------------------- |  | --- | --- | --- |
| 1    | Nigeria       | 9   | 3 | 3 | 0 | 0 | 6  | 1  | +5   |  | Nigeria                    |  | 1-0 | 2-0 | 3-1 |
| 2    | Égypte        | 6   | 3 | 2 | 0 | 1 | 2  | 1  | +1   |  | Égypte                     |  |     | 1-0 | 1-0 |
| 3    | Soudan        | 1   | 3 | 0 | 1 | 2 | 1  | 4  | -3   |  | Soudan                     |  |     |     | 0-0 |
| 4    | Guinée-Bissau | 1   | 3 | 0 | 1 | 2 | 0  | 3  | -3   |  | Guinée-Bissau              |  |     |     |     |

     Équipe qualifiée ou victorieuse; Pts = points; J = joués; G = gagnés; N = nuls; P = perdus;
Bp = buts pour; Bc = buts contre; Diff = différence de buts
| Match 8                   | Nigeria       | 1 - 0   | Égypte | Stade Roumdé Adjia, Garoua                                       |                                                                  |
| 11 janvier 2022 17h00 WAT | Iheanacho 30e | (1 - 0) |        | Arbitrage : Bakary Gassama Arbitre vidéo : Bamlak Tessema Weyesa | Arbitrage : Bakary Gassama Arbitre vidéo : Bamlak Tessema Weyesa |
| 11 janvier 2022 17h00 WAT | Rapport       |         |        | Arbitrage : Bakary Gassama Arbitre vidéo : Bamlak Tessema Weyesa | Arbitrage : Bakary Gassama Arbitre vidéo : Bamlak Tessema Weyesa |

| Match 20                  | Guinée-Bissau                          | 0 - 1   | Égypte     | Stade Roumdé Adjia, Garoua                                             |                                                                        |
| 15 janvier 2022 20h00 WAT |                                        | (0 - 0) | 69e Salah  | Arbitrage : Pacifique Ndabihawenimana Arbitre vidéo : Mustapha Ghorbal | Arbitrage : Pacifique Ndabihawenimana Arbitre vidéo : Mustapha Ghorbal |
| 15 janvier 2022 20h00 WAT | Piqueti 25e · Encada 31e · Cassama 86e | Rapport | 50e Elneny | Arbitrage : Pacifique Ndabihawenimana Arbitre vidéo : Mustapha Ghorbal | Arbitrage : Pacifique Ndabihawenimana Arbitre vidéo : Mustapha Ghorbal |

| Match 32                  | Égypte         | 1 - 0   | Soudan                   | Stade Ahmadou-Ahidjo, Yaoundé                                  |                                                                |
| 19 janvier 2022 20h00 WAT | Abdelmonem 35e | (1 - 0) |                          | Arbitrage : Joshua Bondo Arbitre vidéo : Bamlak Tessema Weyesa | Arbitrage : Joshua Bondo Arbitre vidéo : Bamlak Tessema Weyesa |
| 19 janvier 2022 20h00 WAT | Abdelmonem 83e | Rapport | 38e Hassan · 52e Mahjoub | Arbitrage : Joshua Bondo Arbitre vidéo : Bamlak Tessema Weyesa | Arbitrage : Joshua Bondo Arbitre vidéo : Bamlak Tessema Weyesa |

### Phase à élimination directe
| Huitième de finale        | Côte d'Ivoire                           | 0 - 0                 | Égypte                                         | Stade de Japoma, Douala                                                     |                                                                             |
| 26 janvier 2022 17h00 WAT |                                         | (0 - 0, 0 - 0, 0 - 0) |                                                | Arbitrage : Jean Jacques Ndala Ngambo Arbitre vidéo : Bamlak Tessema Weyesa | Arbitrage : Jean Jacques Ndala Ngambo Arbitre vidéo : Bamlak Tessema Weyesa |
| 26 janvier 2022 17h00 WAT | Bailly 9e · Deli 112e · Zaha 118e       | Rapport               | 90+2e Zizo ·                                   | Arbitrage : Jean Jacques Ndala Ngambo Arbitre vidéo : Bamlak Tessema Weyesa | Arbitrage : Jean Jacques Ndala Ngambo Arbitre vidéo : Bamlak Tessema Weyesa |
| 26 janvier 2022 17h00 WAT | Pepe · Sangaré · Bailly · Cornet · Zaha | Tirs au but 4 - 5     | Zizo · El Sulaya · Kamal · Abdel Monem · Salah | Arbitrage : Jean Jacques Ndala Ngambo Arbitre vidéo : Bamlak Tessema Weyesa | Arbitrage : Jean Jacques Ndala Ngambo Arbitre vidéo : Bamlak Tessema Weyesa |

| Quart de finale           | Égypte                                                   | 2 -1            | Maroc                    | Stade Ahmadou-Ahidjo, Yaoundé                                  |                                                                |
| 30 janvier 2022 16h00 WAT | Salah 53e · Trézéguet 100e                               | (0-1, 1-1, 2-1) | 7e (pen.) Boufal         | Arbitrage : Maguette N'Diaye Arbitre vidéo : Fernando Guerrero | Arbitrage : Maguette N'Diaye Arbitre vidéo : Fernando Guerrero |
| 30 janvier 2022 16h00 WAT | Kamal 25e · Mohamed 78e · Ashraf 80e · Abdelmonem 105+1e | Rapport         | 34e Amallah · 78e Hakimi | Arbitrage : Maguette N'Diaye Arbitre vidéo : Fernando Guerrero | Arbitrage : Maguette N'Diaye Arbitre vidéo : Fernando Guerrero |

En demi-finale, les Pharaons affrontent le Cameroun, pays-hôte. Après une rencontre serrée mais peu spectaculaire, le match se joue aux tirs au but. Du côté égyptien, Zizo, Abdelmonem et Lasheen marquent sur leurs trois essais. Les tentatives des Camerounais sont en revanche désastreuses : si Vincent Aboubakar réussit la sienne, Gabaski arrête les tirs de Harold Moukoudi et James Léa-Siliki, avant que Clinton Njie frappe hors du cadre. La rencontre a également été marquée par l'expulsion de Carlos Queiroz avant les prolongations ; le sélectionneur de l'Egypte sera donc suspendu pour la finale.
| Demi-finale              | Cameroun | 0 - 0                 | Égypte | Stade de football d'Olembe, Yaoundé                       |                                                           |
| 2 février 2022 20h00 WAT | | (0 - 0, 0 - 0, 0 - 0) | | Arbitrage : Bakary Gassama Arbitre vidéo : Haythem Guirat | Arbitrage : Bakary Gassama Arbitre vidéo : Haythem Guirat |
| 2 février 2022 20h00 WAT | Gouet 61e | Rapport               | 37e Kamal · 61e Elneny · | Arbitrage : Bakary Gassama Arbitre vidéo : Haythem Guirat | Arbitrage : Bakary Gassama Arbitre vidéo : Haythem Guirat |
| 2 février 2022 20h00 WAT | Aboubakar · Moukoudi · Léa-Siliki · Njie | Tirs au but 1 - 3     | Zizo · Abdelmonem · Lasheen · | Arbitrage : Bakary Gassama Arbitre vidéo : Haythem Guirat | Arbitrage : Bakary Gassama Arbitre vidéo : Haythem Guirat |
| 2 février 2022 20h00 WAT | A. Onana - Tolo, Ngadeu, Castelletto (Moukoudi 90e) - Hongla (J. Onana 108e), Gouet (Léa Siliki 80e), Zambo Anguissa, Fai - Toko-Ekambi (Bassogog 90e), Aboubakar , Ngamaleu (Njie 86e) | Équipes               | Gabaski - El Fetouh, Mah. Hamdy, Abdelmonem, Kamal (Ashour 85e) - El Sulaya (Trézéguet 46e), Fathi, Elneny (Lasheen, 86e) - Marmoush (Sobhi 63e), Mohamed (Sherif 106e, Zizo 118e), Salah | Arbitrage : Bakary Gassama Arbitre vidéo : Haythem Guirat | Arbitrage : Bakary Gassama Arbitre vidéo : Haythem Guirat |

En finale, l'Égypte affronte le Sénégal, finaliste malheureux de la précédente édition. En tout début de match Mohamed Abdelmonem concède un pénalty, détourné par Gabaski. Au terme d'un match fermé et haché, les égyptiens poussent les sénégalais aux prolongations, puis aux tirs au but (0-0). Sur la deuxième tentative égyptienne, Mohamed Abdelmonem frappe sur le poteau, mais Gabaski arrête le tir suivant de Bouna Sarr. Le quatrième tir au but, tiré par Mohanad Lasheen, est arrêté par Édouard Mendy. Sadio Mané réussit ensuite le sien, et offre au Sénégal sa première CAN.
| Finale                   | Sénégal | 0 - 0                 | Égypte | Stade de football d'Olembe, Yaoundé                  |                                                      |
| 6 février 2022 20h00 WAT | | (0 - 0, 0 - 0, 0 - 0) | | Arbitrage : Victor Gomes Arbitre vidéo : Adil Zourak | Arbitrage : Victor Gomes Arbitre vidéo : Adil Zourak |
| 6 février 2022 20h00 WAT | N. Mendy 17e · Koulibaly 44e · Diallo 54e · Mané 88e                                                                                            | Rapport               | 5e Abdelmonem · 37e Fathi · | Arbitrage : Victor Gomes Arbitre vidéo : Adil Zourak | Arbitrage : Victor Gomes Arbitre vidéo : Adil Zourak |
| 6 février 2022 20h00 WAT | Koulibaly · A. Diallo · B. Sarr · Dieng · Mané                                                                                                  | Tirs au but 4 - 2     | Sayed · Abdelmonem · Mar. Hamdy · Lasheen · | Arbitrage : Victor Gomes Arbitre vidéo : Adil Zourak | Arbitrage : Victor Gomes Arbitre vidéo : Adil Zourak |
| 6 février 2022 20h00 WAT | É. Mendy - S. Ciss, A. Diallo, Koulibaly , B. Sarr - I. Gueye, N. Mendy, Kouyaté (P. Gueye 66e) - Mané, Diédhiou (Dieng 77e), I. Sarr (Dia 77e) | Équipes               | Gabaski - El Fetouh, Mah. Hamdy, Abdelmonem, Ashour - El Sulaya (Trézéguet 59e), Elneny, Fathi (Lasheen, 90e) - Marmoush (Zizo 59e), Mohamed (Mar. Hamdy 59e), Salah | Arbitrage : Victor Gomes Arbitre vidéo : Adil Zourak | Arbitrage : Victor Gomes Arbitre vidéo : Adil Zourak |

### Statistiques

#### Buteurs
| Buts | Joueurs            | Adversaires                 |
| ---- | ------------------ | --------------------------- |
| 2    | Mohamed Salah      | Guinée-Bissau (1) Maroc (1) |
| 1    | Mohamed Abdelmonem | Soudan                      |
| 1    | Trézéguet          | Maroc                       |

### Récompenses individuelles
Mohamed Abdelmonem, Mohamed Elneny et Mohamed Salah sont retenus dans l'équipe-type de la compétition. Mahmoud Hamdy et Ahmed El Fetouh sont désignés comme remplaçants de cette sélection de la CAF
.